# Sierra de Hajhir
La sierra de Hajhir es una cadena montañosa situada en la isla de Socotra en Yemen . Es el punto más alto de la isla.

## Geografía

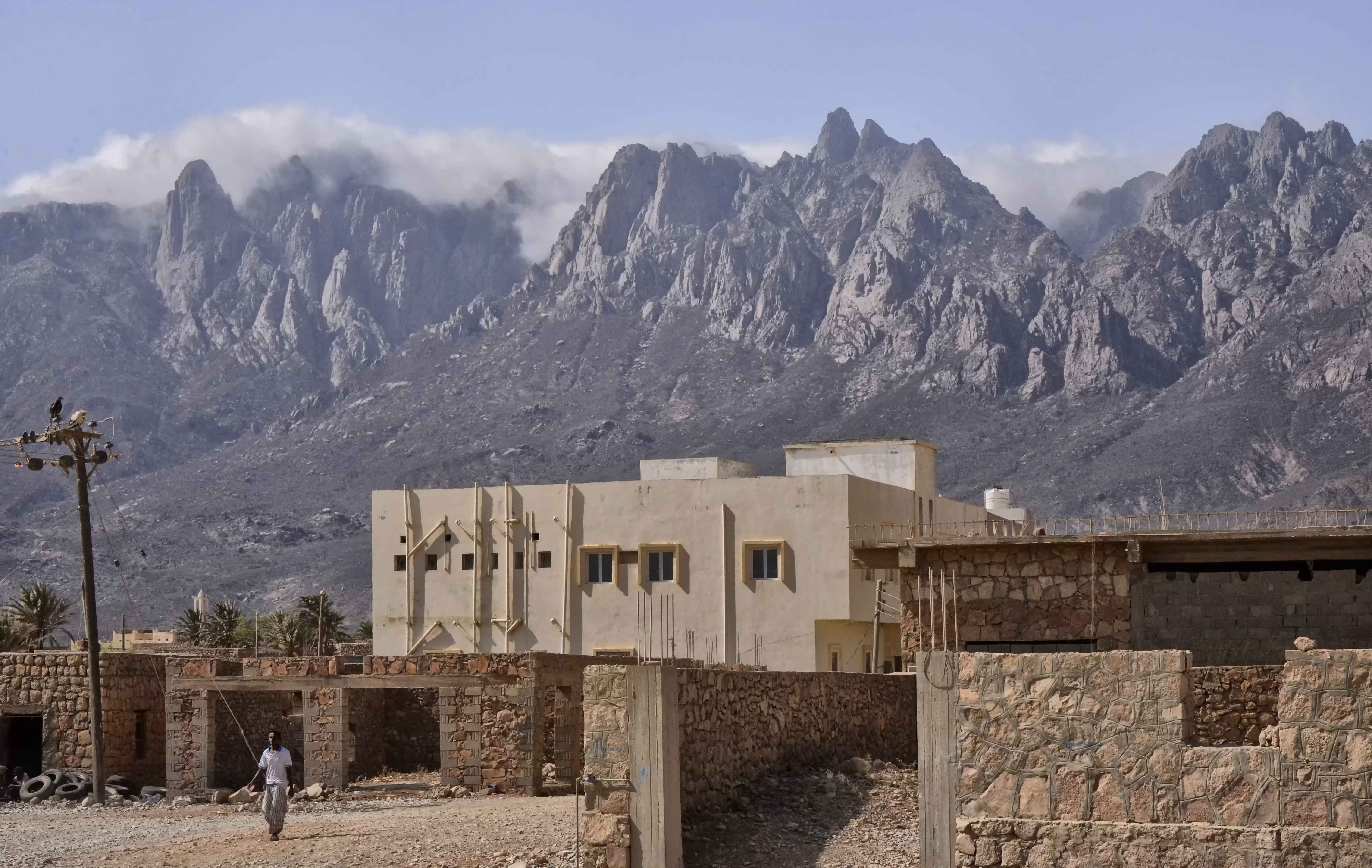
Sierra de Hajhir

Las agujas de granito de la sierra de Hajhir se encuentran en el interior de Socotra y se puede acceder más fácilmente a través de los accesos al valle al norte de la ciudad costera de Hadibo . El punto más alto de la cordillera es el pico de Mashanig, que se encuentra aproximadamente a 1500 m (4921,3 pies) sobre el nivel del mar. Otros picos de prominencia local incluyen Girhimitin, Hazrat Muqadriyoun y Herem Hajhir.

## Etimología
El nombre "Hajhir" ( Socotreño : هَجْهِر ), a veces transliterado como "Hagghier" o "Hagher" en inglés,  probablemente deriva del árabe "ḥijr" ( حِجْر , que significa "piedra"). Otros posibles orígenes del nombre del rango incluyen la palabra "hajar" ( en árabe: هجر‎ , que significa "huir").

## Historia del alpinismo

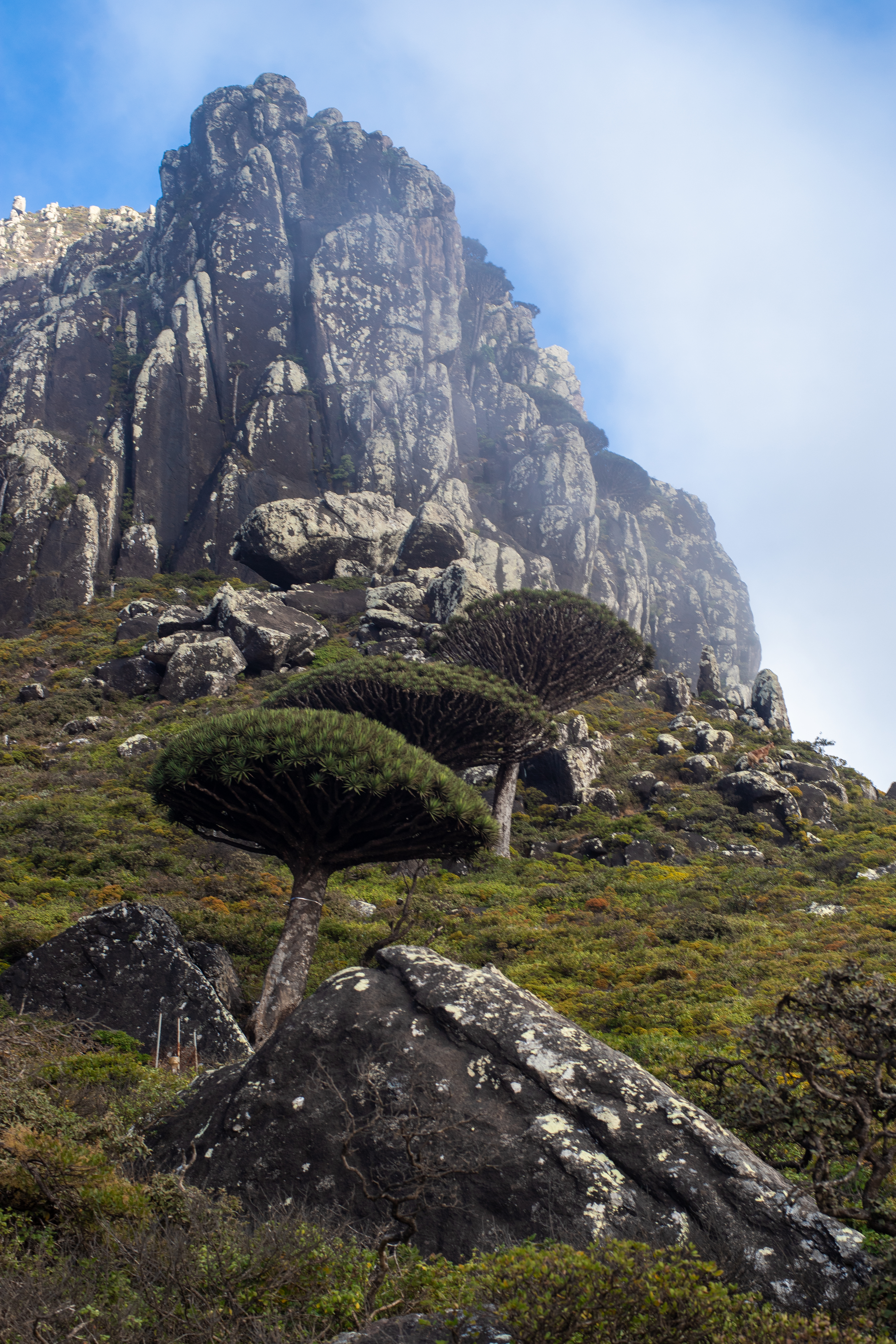
Cerro Skand

Los pastores beduinos tienen una larga historia de escalada en la sierra de Hajhir. Un estudio de 2014 sobre las tradiciones de narración oral de los socotreños reveló que varios mitos populares relatan los ascensos de los cabreros locales a lo largo de la cordillera. Según el antropólogo Christopher Elliott, muchos relatos demuestran una fuerte cadena de transmisión oral que vincula personajes míticos con ascensos premodernos reales. 